# Giuseppe Firrarello
Giuseppe Firrarello (San Cono, 9 agosto 1939) è un politico e giornalista italiano.
Senatore della Repubblica del Popolo della Libertà. Dal 2005 al 2015 è stato sindaco di Bronte, carica che riprende nel 2020. È il suocero di Giuseppe Castiglione.

## Biografia
Ragioniere, giornalista pubblicista, pensionato del Ministero delle finanze, dal 1963 vive a Bronte, dove ha ricoperto le cariche di consigliere comunale, assessore, vice sindaco e sindaco. Vice segretario provinciale della Democrazia Cristiana negli anni ottanta, è stato eletto deputato nella X legislatura dell'Assemblea Regionale Siciliana, nella lista della DC, collegio di Catania, con 42.903 voti di preferenza, alla Regione è stato componente della Prima Commissione Legislativa Permanente, vice presidente della Terza Commissione Legislativa Permanente, Componente della Commissione CEE. Rieletto nella XI legislatura all'ARS con 59.633 voti di preferenza, è stato presidente della Sesta Commissione Legislativa Permanente, Sanità e Solidarietà Civile. Nel 1995 passa al gruppo dei CDU.
È stato assessore alla Sanità (1992-93) e assessore alla Presidenza (1994-1996). Nel 1996 viene eletto al Senato della Repubblica, nel collegio di Acireale con 64.693 voti (50,3%) in quota ai Cristiani Democratici Uniti ed è membro della VIII Commissione Permanente (Lavori Pubblici, Comunicazioni) dal 30 maggio 1996 al 20 gennaio 2000; membro della Commissione d'inchiesta sul fenomeno della mafia dal 21 novembre 1996 al 13 aprile 1999; membro della Commissione d'inchiesta sul ciclo dei rifiuti dal 26 maggio 1997. Nel 1998 segue Rocco Buttiglione nell'esperienza che dà vita all'Unione Democratica per la Repubblica. Il 3 dicembre 1999 passa a Forza Italia ed è stato membro del gruppo Forza Italia dal 17 gennaio 2000.
Il 13 maggio 2001 viene rieletto senatore con 76.509 voti di preferenza; a Palazzo Madama è membro della IV Commissione Permanente (Difesa) dal 21 gennaio 2000 e della XIII Commissione Permanente (Territorio, Ambiente, Beni Ambientali) e Segretario della Presidenza del Senato dal 6 giugno 2001. Nel 2004 pubblica il libro Un paese del Sud. Realtà e fantasia, edizioni Greco; che rappresenta «una ricerca di origini, un saggio sul paese natio, S. Cono, costruito attraverso la memoria dei vecchi del paese – una memoria “Fra realtà e fantasia”» (così lo presenta G. Giarrizzo nella “Premessa” del libro).
Nelle elezioni comunali di Bronte del 2005 si candida e viene eletto sindaco al primo turno con il 58,95% delle preferenze. Nelle elezioni politiche nazionali viene rieletto al Senato nell'aprile 2006 per la terza volta e poi nell'aprile del 2008 per il quarto mandato, nella lista del Popolo delle Libertà. Nella XVI legislatura viene eletto presidente del Comitato per le questioni degli italiani all'estero (9 dicembre 2008) e membro della VII Commissione Permanente (Istruzione Pubblica, Beni Culturali, Ricerca Scientifica, Spettacolo e Sport). Nel maggio 2010, nelle elezioni comunali di Bronte, il Senatore Firrarello viene riconfermato Sindaco con 6.740 voti di preferenza (52,9%).
Nel 2013 conclude la propria esperienza parlamentare; nell'autunno di tale anno - dopo la sospensione delle attività del Popolo della Libertà - aderisce al Nuovo Centrodestra guidato da Angelino Alfano, soggetto che nel 2017 confluisce in Alternativa Popolare.
Nel 2018 lascia Alternativa Popolare e torna in Forza Italia.
Nell'ottobre 2020, a 81 anni, torna a sedere sullo scranno di primo cittadino di Bronte appoggiato dalle liste Forza Italia, Uniti per Bronte - Lista Leanza, Bronte riparte - Firrarello Sindaco, Progetto Bronte - Firrarello Sindaco, Amo Bronte, Giovani per Bronte - Firrarello Sindaco, Tutti Noi.

## Controversie
Le intercettazioni del mafioso Enzo Mangion riportano che l'organizzazione Santapaola avrebbe avuto un ruolo nelle elezioni, e Giuseppe Firrarello era definito un "cavallo vincente", tanto che Mangion avrebbe manifestato l'intenzione di chiedergli l'impegno per la scarcerazione del padre. Nel 1999 la giunta per le autorizzazioni a procedere del Senato ha negato la richiesta di autorizzazione all'arresto per concorso esterno in associazione mafiosa.
È stato coinvolto nelle tangenti per la costruzione dell'ospedale Garibaldi a Catania, alla fine degli anni novanta. Nell'aprile 2007 la prima sezione del tribunale di Catania ha condannato Firrarello a due anni di reclusione per corruzione e turbativa d'asta.
Nel 2012 la Corte d'appello di Catania dichiara prescritti i reati di cui Firrarello è accusato. La prescrizione è confermata nel 2014 dalla Corte di Cassazione.